# Elmenthal
Elmenthal ist ein Ortsteil von Brotterode-Trusetal im Landkreis Schmalkalden-Meiningen in Thüringen.

## Lage
Der Ortsteil Elmenthal liegt in einer Hochtalmulde über Trusetal und ist gen Westen, Norden und Süden vom Thüringer Wald flankiert. An Elmental führt am südlichen Ortseingang die Landesstraße 1024 von Brotterode über Trusetal nach Breitungen/Werra vorbei und erschließt den Ort verkehrsmäßig.

## Geschichte
Der Ortsteil Elmental wurde am 17. Februar 1185 erstmals urkundlich erwähnt.
Er gehörte zum Amt Herrenbreitungen der hessischen Herrschaft Schmalkalden.
Am 1. Juli 1950 entstand durch den Zusammenschluss der Orte Herges-Auwallenburg, Trusen, Elmenthal und Laudenbach die Gemeinde Trusetal, welche 2011 in Brotterode-Trusetal aufging. 2012 haben in Elmenthal 400 Einwohner ihr Zuhause. Es gibt einen Reiterhof mit Pensionspferdehaltung.

## Sonstiges
Im Frühjahr 2010 wurde die „Ziegenbuche“, ein örtliches Wahrzeichen am Wanderweg nach Laudenbach gefällt. Viele Einwohner der beiden Orte hatten sich zuvor vergeblich gegen die Fällung ihrer Ziegenbuche engagiert, der Baum hatte keine Ausweisung als Naturdenkmal.